# Лэй, Эвелин
Э́велин Лэй (англ. Evelyn Laye; 10 июля 1900, Блумсбери, Большой Лондон — 17 февраля 1996 или 16 февраля 1996, Лондон) — британская актриса театра и кино, командор и офицер ордена Британской империи.

## Биография
Элси Эвелин Лэй (англ. Elsie Evelyn Lay) родилась в Лондоне. Дебютировала на сцене в возрасте 15 лет в театре Theatre Royal (г. Брайтон) в пьесе «Мистер Ву» (Mr. Wu), а на следующий год уже играла в Лондоне в East Ham Palace. Первые годы своей карьеры успешно играла в различных мюзиклах и опереттах, в частности, в Going Up, англ. Phi-Phi, Madame Pompadour, англ. The Dollar Princess, англ. Das Dreimäderlhaus. На Бродвее дебютировала в 1929 году в оперетте англ. Bitter Sweet. С 1927 года начала сниматься в голливудских фильмах.
В 1973 году была назначена командором ордена Британской империи (CBE). После смерти Лэй сообщалась, что Королева-мать подавала прошение действующему премьер-министру Джону Мейджору о присвоении Лэй степени Дамы-командора того же ордена (DBE).
Эвелин Лэй скончалась в возрасте 95 лет от дыхательной недостаточности.

## Личная жизнь
Эвелин Лэй была замужем дважды:
- Сонни Хейл[англ.], актёр и режиссёр, с 1926 по 1930 года, развод.
- Фрэнк Лоутон[англ.], актёр, с 1934 по 1969 года, его смерть.

Развод с первым мужем сопровождался пристальным вниманием общественности, сочувствующей Лэй: Хейл бросил жену ради более молодой и успешной красивой актрисы Джесси Мэттьюс, их любовная переписка послужила доказательством в бракоразводном процессе, и сам судья назвал Мэттьюс «гнусной особой» (odious person).

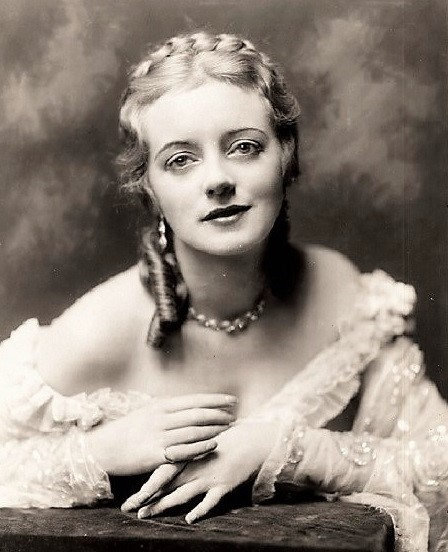
Эвелин Лэй в 1920-е годы

## Избранная фильмография
- 1927 — / The Luck of the Navy — Синтия Эден
- 1933 — Время вальса / Waltz Time — Розалинда Эйзенштейн
- 1934 — Вечерняя молитва / Evensong — мадам Ирела / Мэгги О’Нил
- 1971 — Поздоровайся с вчерашним днём / англ. Say Hello to Yesterday — мать Женщины
- 1980 — / Never Never Land — Милли
- 1983 — Номер 10 / Number 10 — леди Честерфилд (в эпизоде «Dizzy»)
- 1983 — Непридуманные истории / Tales of the Unexpected — миссис Стэндинг (в эпизоде «Clerical Error»)
- 1983 — Пьеса месяца / англ. Play of the Month — графиня Оубридж (в эпизоде «The Gay Lord Quex»)
- 1985 — Чисто английское убийство / The Bill — вдова леди Бромптон (в эпизоде «Ladies in Charge»)
- 1987 — Моя семья и  другие животные / My Family and Other Animals — миссис Кралевски